# Valea Chioarului (gmina)
Valea Chioarului – gmina w Rumunii, w okręgu Marmarosz. Obejmuje miejscowości Curtuiușu Mare, Durușa, Fericea, Mesteacăn, Valea Chioarului i Vărai. W 2011 roku liczyła 2025 mieszkańców.

## Współpraca
Miejscowość partnerska:
- Affligem, Belgia